# Paluelská jaderná elektrárna
Paluelská jaderná elektrárna (francouzsky Centrale nucléaire de Paluel) je provozní jadernou elektrárnou ve Francii. Nachází se poblíž normandské obce Paluel ve Francii, přibližně 40 km od města Dieppe. Elektrárnu vlastní a provozuje francouzská společnost EDF. Elektrárna dala za vznik nové stavební řady reaktorů P4. K chlazení všech reaktorů slouží kanál La Manche. V elektrárně Paluel pracuje více než 1400 zaměstnanců EDF a 750 stálých zaměstnanců servisních společností.

## Historie a technické informace

### Počátky
Plány na vybudování elektrárny vznikly v 70. letech 20. století. EDF rozhodla, že po roce 1980 chce uvádět do provozu pouze reaktory výkonové třídy 1300 MW, což dalo za vznik novému typu reaktorů P4. Tento typ tlakovodního reaktoru má čtyři smyčky primárního okruhu, což znamená, že systém má 4 parogenerátory. Později byl tento typ reaktorů použit například v elektrárnách Flamanville a Saint Alban.

### Výstavba
Výstavba prvního bloku jaderné elektrárny Paluel započala 15. srpna 1977. Jedná se o tlakovodní reaktor P4 o hrubém elektrickém výkonu 1382 MW. Do sítě byl poprvé blok připojen dne 22. června 1984 a komerční provoz nastal 1. prosince 1985.
Druhý blok zahájil výstavbu 1. ledna 1978. K síti byl přifázován 14. září 1984 a do komerčního provozu vstoupil 1. prosince 1985. Třetí reaktor začal být budován 1. února 1979, k síti byl připojen 30. září 1985, komerční provoz následoval dne 1. února 1986. Poslední blok elektrárny začal výstavbu ve stejný den, jako třetí blok, 1. února 1979. Síťové přifázování proběhlo 11. dubna 1986 a komerční provoz byl slavnostně zahájen 1. června 1986. Tímto byla elektrárna dokončena. Výkon a typ všech reaktorů zůstal stejný, 1382 MW hrubého výkonu a 1330 MW čistého výkonu, který je odesílán do sítě. Jedná se o druhou největší elektrárnu ve Francii a desátou na světě - ročně vyrobí až 32 miliard kilowatthodin. Celkový hrubý výkon elektrárny je 5528 MW.

### Incidenty
V minulosti se vyskytly problémy s chlazením elektrárny kvůli ucpání chladicích čerpadel vodou z Lamanšského průlivu, což způsobilo automatické odstavení reaktoru. Toto ucpání bylo částečně způsobeno sezónně přítomnými makrořasami.
V září 2009 došlo k požáru generátoru v nejaderné části elektrárny, což znamenalo odstavení reaktoru.
Dne 2. července 2015 došlo k požáru kondenzátoru, který byl uhašen do 6 hodin.
Při pravidelné desetileté údržbě druhého bloku došlo 31. března 2016 k nehodě. Při výměně 22 metrů vysokého a 465 tun těžkého parogenerátoru došlo k jeho pádu na betonovou podlahu a poškodil ji. Jedna osoba byla zraněna. Restart byl tímto výrazně zpožděn a proběhl až 24. července 2018.

## Informace o reaktorech
| Reaktor  | Typ reaktoru | Výkon   | Výkon   | Zahájení výstavby | Připojení k síti | Uvedení do provozu | Uzavření |
| Reaktor  | Typ reaktoru | Čistý   | Hrubý   | Zahájení výstavby | Připojení k síti | Uvedení do provozu | Uzavření |
| -------- | ------------ | ------- | ------- | ----------------- | ---------------- | ------------------ | -------- |
| Paluel-1 | Framatome P4 | 1330 MW | 1382 MW | 15. 8. 1977       | 22. 6. 1984      | 1. 12. 1985        |          |
| Paluel-2 | Framatome P4 | 1330 MW | 1382 MW | 1. 1. 1978        | 14. 9. 1984      | 1. 12. 1985        |          |
| Paluel-3 | Framatome P4 | 1330 MW | 1382 MW | 1. 2. 1979        | 30. 9. 1985      | 1. 2. 1986         |          |
| Paluel-4 | Framatome P4 | 1330 MW | 1382 MW | 1. 2. 1979        | 11. 4. 1986      | 1. 6. 1986         |          |